# Германия на «Евровидении-1959»
Германия принимала участие в Евровидении 1959, проходившем в Каннах, Франция. На конкурсе её представляли Алиса и Эллен Кесслер с песней «Heute Abend wollen wir tanzen geh’n», выступавшие под номером 6. В этом году страна заняла восьмое место, получив 5 баллов. Комментаторами конкурса от Германии в этом году были Антон Питерс и Пол Херрмен.

## Страны, отдавшие баллы Германии
Каждая страна имела жюри в количестве 10 человек, каждый человек мог отдать очко понравившейся песне.
| Франция | Швейцария Италия Бельгия |

## Страны, получившие баллы от Германии
| 4 балла | Франция    |
| 3 балла | Бельгия    |
| 2 балла | Нидерланды |
| 1 балл  | Швейцария  |